# Justus Lipsius
Justus Lipsius, (Just Lipsi en català, Joost Lips o Josse Lips en neerlandès) (Overijse, Ducat de Brabant, 18 d'octubre de 1547 - Lovaina, 23 de març de 1606) fou un filòleg i humanista d'origen brabançó. Lipsius va escriure una sèrie d'obres destinades a reactivar i revisar l'antic estoïcisme en una fórmula que fos compatible amb el cristianisme. El resultat més famós de les seues aportacions és De constantia (Sobre la constància). La seva forma d'estoïcisme ha influït en una sèrie de pensadors contemporanis, i va ser l'inici del moviment intel·lectual del neoestoïcisme. Va ensenyar a les universitats de Jena, Leiden i Lovaina.
Les seves idees sobre l'ideal ciutadà, un home que actua d'acord amb la raó, que és responsable davant de si mateix, que té el control de les seves emocions, i que està disposat a lluitar, troben una àmplia acceptació en el context turbulent de la Reforma. Les opinions de Lipsius, traslladades a la política, han fomentat la racionalització de l'Estat i la creació d'un aparell de govern autocràtic a disposició del príncep, la disciplina indispensable per afrontar els desafiaments, i una forta defensa militar. Considera aquests principis com la base d'un Estat modern.

## Vida i trajectòria
Nebot segon de l'erudit Maarten Lips (nat a Brussel·les, canonge regular a l'església de Sant Agustí de Lovaina i mort el 1555), va estudiar a Brussel·les i Ath. Més endavant els seus pares el van enviar a estudiar amb els jesuïtes a la universitat de Colònia, però per por que ingressés en la Companyia de Jesús, quan tenia setze anys el van traslladar a la Universitat de Lovaina.
La publicació del seu Variarum Lectionum Libri Tres (1566), que va dedicar al cardenal Granvelle, li va valer un nomenament com a secretari de llatí, i una visita a Roma amb el seguici del cardenal. Lipsius hi va romandre durant dos anys i durant el seu temps lliure va estudiar els clàssics llatins i els manuscripts al Vaticà i va recollir inscripcions. En retornar de Roma va publicar un segon volum de crítiques (Antiquarum Lectionum quinque Libri, 1575).
El 1570 va començar un viatge cap a Borgonya, Germània, Àustria i Bohèmia. A Bohèmia durant més d'un anys va ensenyar a la Universitat de Jena, una posició que implicava la conformitat amb l'església luterana, que hi predominava. Camí de tornada cap a Lovaina, va estar-se algun temps a Colònia, on l'església catòlic dominava. Després va tornar cap a Lovaina, però per la inseguretat deguda a la Guerra dels Vuitanta Anys, el van fer fugir via Anvers fins al Comtat d'Holanda, on el 1579, va esdevenir catedràtic d'història a la nova Universitat de Leiden, d'ideologia calvinista.
A Leiden Lipsius va romandre onze anys, el període de la seva major productivitat. Va preparar els seus treballs sobre Sèneca, i perfeccionar en successives edicions, la seva obra sobre Tàcit, i altres obres. Alguns eren purs treballs acadèmics, alguns col·leccions d'autors clàssics, i altres eren d'interès general com un tractat sobre política (Politicorum sex libri (Sis llibres sobre política), 1589), on palesa una clara influència de l'obra de Maquiavel. El 1593, el Vaticà va incloure aquesta obra en la llista negra dels llibres prohibits Index Librorum Prohibitorum. En discussions amb un dels censors, el jesuïta italià Roberto Bellarmino (1542-1621) en va editar una edició netejada i hi va suprimir, entre d'altres, la menció de la llibertat de consciència en la nova edició que va publicar el 1596 per l'editorial anversés Plantin-Moretus.
Quan s'estava a les Províncies Unides, que s'havien emancipat d'Espanya i professaven la tolerància, en aquestes obra va ser clar no s'havia distanciat de la política i la intolerància del duc d'Alba i Felip II que prevalien als Països Baixos espanyols dels quals havia fugit. Va preconitzar que un govern hauria de reconèixer només una religió, i extirpar la dissidència amb foc i espasa. Aquesta concepció va exposar-lo a atacs, però les autoritats de Leiden van ser prudents amb ell i el van salvar de les represàlies en publicar una declaració en què expliquen que la seva expressió «Ure, seca» (crema i extirpa) només era una metàfora d'un tractat polític que no s'havia pas de comprendre literalment.
A la primavera de 1590, va deixar Leiden amb l'excusa de prendre les aigües a Spa, va anar a Magúncia, on es va reconciliar amb l'Església Catòlica Romana. Aquesta conversió va interessar el món catòlic, i va ser convidat per les corts i universitats d'Itàlia, Àustria i Espanya. A la península ibèrica, va influir molt, entre d'altres en les obres de Jerónimo de la Cruz, Francisco de Quevedo, Pedro de Ribadeneira, Juan de Vera, Juan de Solórzano Pereira i Baltasar Gracián y Morales.
Va preferir romandre al seu propi país, i finalment es va establir a Lovaina, com a professor de llatí al Col·legi Buslidianum. Va tornar a ensenyar a la universitat i va ser nomenat conseller privat i historiador del rei Felip II, que li va atorgar una generosa remuneració. Va continuar publicant obres diverses, de les quals els més importants van ser De militia romana (1595) i Lovanium (1605), vist com una introducció a una història general del ducat de Brabant.
Va morir a Lovaina el 23 de març de 1606

## Llegat i reconeixement
A Lovaina i Etterbeek, entre molts altres, un carrer porta el seu nom. Aquest darrer, a la dècada de 1990, per a la construcció de la nova seu del Consell de la Unió Europea, va ser enderrocat però el nou edifici que s'hi va construir, el Justus Lipsiusgebouw (edifici Justus Lipsius) perpetua el seu nom, així com l'edifici principal de la facultat de les Humanitats a Leiden.
Lipsius ha estat un autor molt influent en la construcció de la política europea, dels estats moderns durant molt de temps. A més, va preconitzar un pragmatisme per fer compatible l'església i l'estat en una època de fundamentalismes intolerants i guerres de religió. El fet que va rebre reconeixement per part de catòlics i protestants és força particular.

## Obres destacades
- Politicorum sive Civilis Doctrinae Libri Sex (Leiden: 1589)
- De Constantia Libri Duo, Qui alloquium praecipue continent in Publicis malis (Anvers: Plantijn, 1584)
- Manuductionis ad Stoicam Philosophiam Libri Tres, L. Annaeo Senecae, aliisque scriptoribus illustrandis (Anvers: Plantijn-Moretus, 1604)
- Annaei Senecae Philosophi Opera, Quae Exstant Omnia, A Iusto Lipsio emendata, et Scholiis illustrata (Anvers: Plantijn-Moretus, 1605)
- De militia romana (1595)
- Lovanium (1605)